# Hans Kämpfer (Fußballspieler, 1885)
Hans Kämpfer (* 18. März 1885 in Goldiwil; † 12. Dezember 1959 in Bern) war ein Schweizer Fussballspieler.

## Leben
Hans Kämpfer war einer der vielen Schweizer Fussballer, die Anfang des 20. Jahrhunderts in Italien spielten und dort wichtige Pionierarbeit für diesen Sport leisteten.
Nachdem er zwischen 1904 und 1906 für den Montriond FC aus Lausanne aufgelaufen war, spielte Kämpfer 1906 für den Foot-Ball Club Juventus aus Turin. Die italienische Fussballmeisterschaft 1907 bestritt er für den Lokalrivalen Foot Ball Club Torino und erzielte dabei sieben Tore. Im Endklassement belegte Kämpfer mit seiner Mannschaft hinter dem Milan Foot-Ball and Cricket Club Rang zwei. Von 1908 bis 1910 spielte er in seiner Heimat beim FC Young Boys. Kämpfer gewann mit Bern zweimal in den Jahren 1908/09 und 1909/10 die Schweizer Fussballmeisterschaft.
Für die Schweizer Fussballnationalmannschaft absolvierte Hans Kämpfer vier Partien. Bei der 0:1-Niederlage im ersten offiziellen Länderspiel der Schweiz, am 12. Februar 1905 gegen Frankreich in Paris gab er sein Debüt. Am 5. April 1908 erzielte er beim 5:3-Sieg gegen das Deutsche Reich im Landhof in Basel seine einzigen beiden Länderspieltreffer. Seine letzte Partie für die Schweiz bestritt Hans Kämpfer am 20. Mai 1909 beim 0:9 gegen England in Basel.